# Sommette-Eaucourt
Pour les articles homonymes, voir Sommette (homonymie) et Eaucourt.
Sommette-Eaucourt est une commune française située dans le département de l'Aisne, en région Hauts-de-France.

## Géographie
La commune de Sommette-Eaucourt est en fait composée de trois entités à peu près d'importance égales : 
- Sommette, avec mairie, église et cimetière ;
- Eaucourt, située à deux kilomètres en direction de Chauny, avec église et cimetière ;
- Malakoff, qui jouxte la ville de Ham qui se trouve, elle, dans la Somme. Le nom de Malakoff provient du fait que le quartier de Ham qui le touche s'appelle Sébastopol, en souvenir de la guerre de Crimée, sous le Second Empire, Malakoff étant un fort de Sébastopol. 
La ville de Ham garde en souvenir le séjour du futur Napoléon III, emprisonné au château de Ham pour complot contre la République, qui s'en évada costumé en maçon, une planche sur l'épaule pour cacher son visage.

### Communes limitrophes

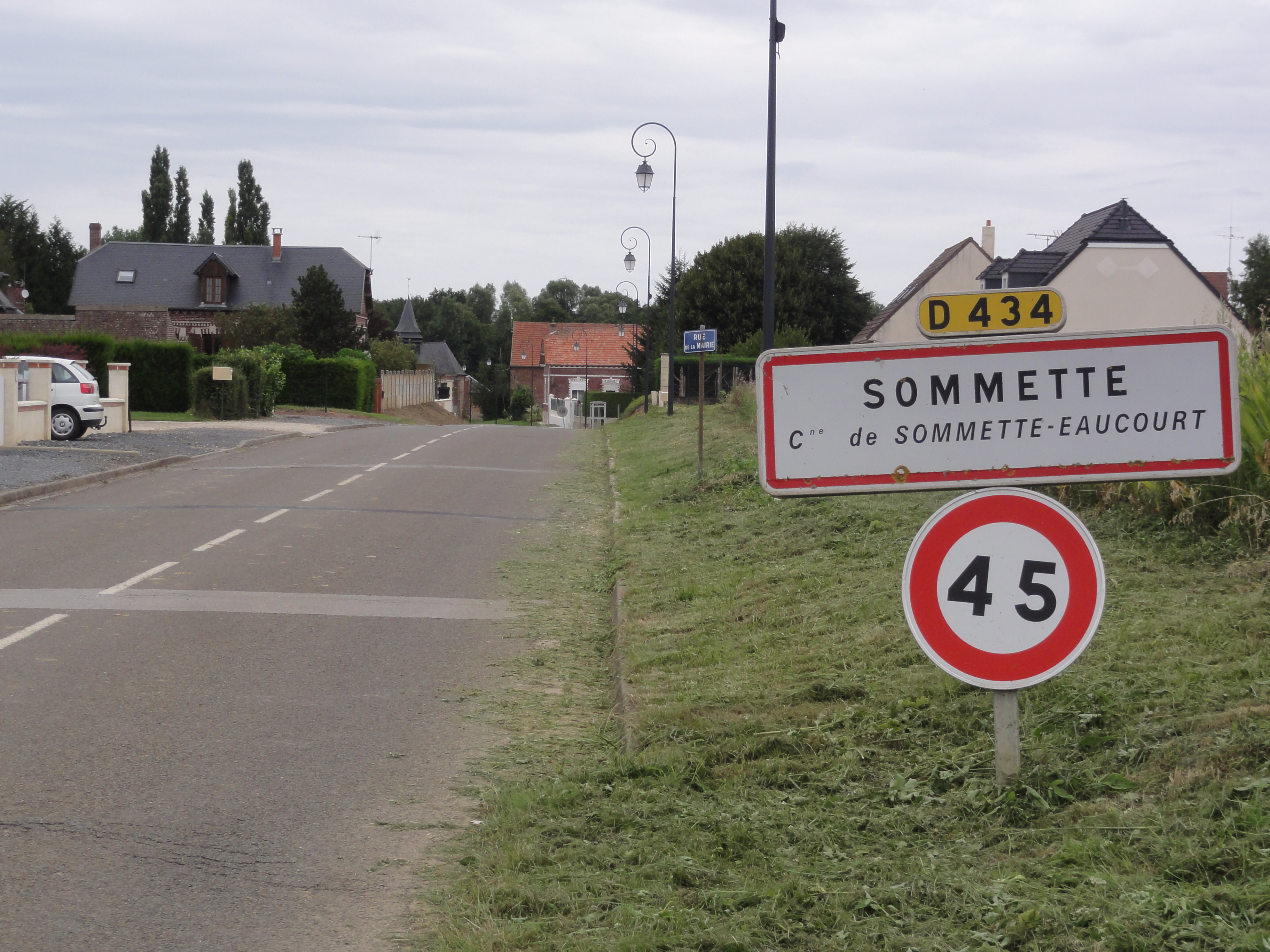
Entrée de Sommette.
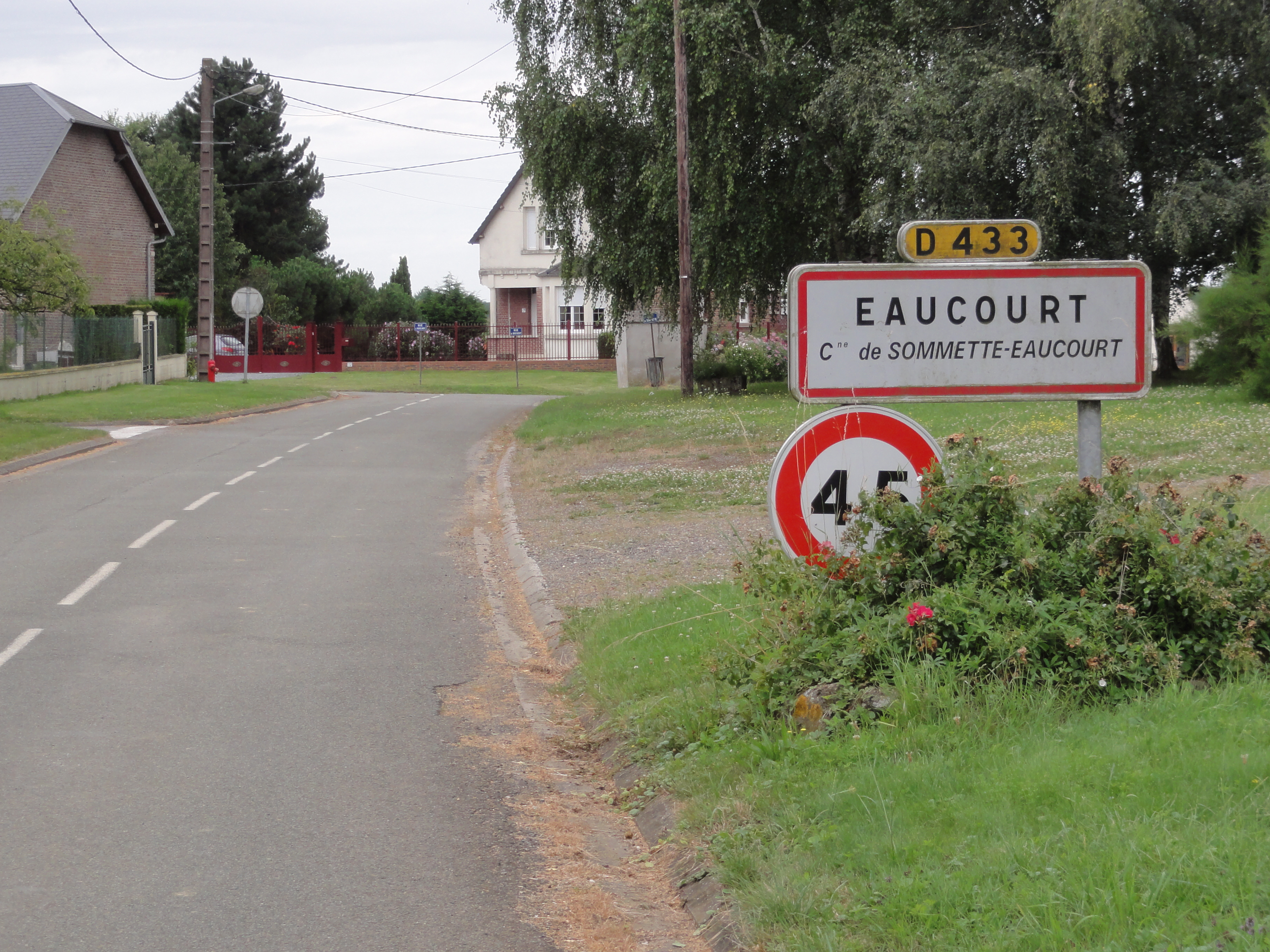
Entrée d'Eaucourt.

La commune de Sommette-Eaucourt, située dans le département de l'Aisne, est contiguë avec le département de la Somme (commune de Ham) et avec le département de l'Oise (commune de Villeselve). Les trois départements se rencontrent en un point unique situé au milieu d'une ancienne ferme appelée le Montalimont.

### Hydrographie

#### Réseau hydrographique
La commune est située dans le bassin Artois-Picardie. Elle est drainée par la Somme la rivière, la Somme le canalisée et la Sommette.
La Somme est un fleuve du nord de la France, en région Hauts-de-France, qui traverse les deux départements de l'Aisne et de la Somme. Il prend sa source dans la commune de Fonsomme et se jette  dans la Manche par la baie de Somme entre Le Crotoy et Saint-Valery-sur-Somme.
Le canal de la Somme, construit entre 1770 et 1827, et mis au gabarit Freycinet en 1880, est long 170 km. Il débute à Saint-Simon où il touche au canal de Saint-Quentin et débouche dans la baie de Somme.
La Sommette, d'une longueur de 15 km, prend sa source dans la commune de Cugny et se jette  dans la Somme à Ham, après avoir traversé huit communes.

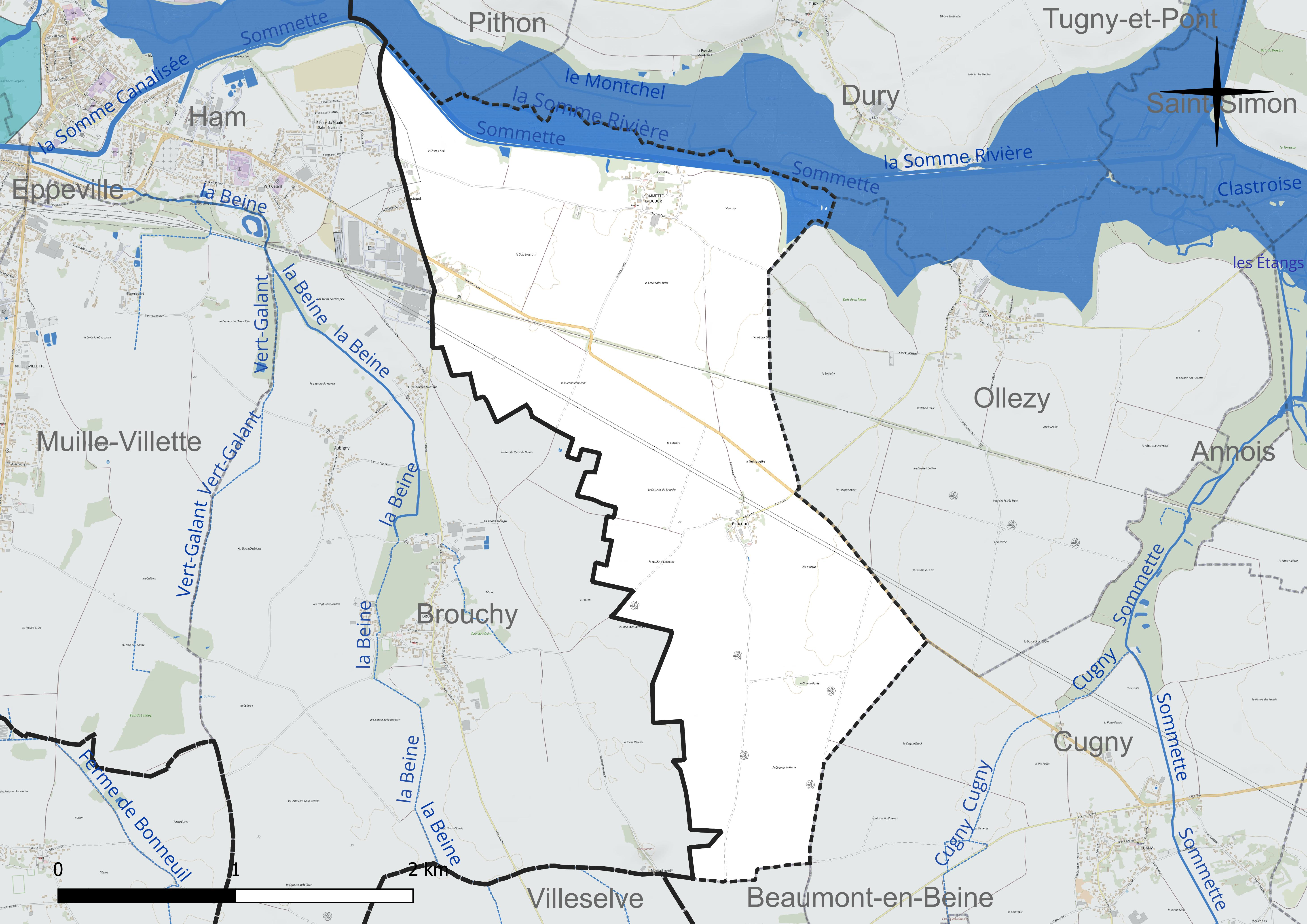
Réseau hydrographique de Sommette-Eaucourt.

#### Gestion et qualité des eaux
Le territoire communal est couvert par le schéma d'aménagement et de gestion des eaux (SAGE) « Haute Somme ». Ce document de planification concerne un territoire de 1 798 km2 de superficie, délimité par le bassin versant de la Haute Somme est constitué d'un réseau hydrographique complexe de cours d'eau, de marais, d'étangs et de canaux. Le périmètre a été arrêté le 21 avril 2006 et le SAGE proprement dit a été approuvé le 15 juin 2017. La structure porteuse de l'élaboration et de la mise en œuvre est le syndicat mixte d'aménagement hydraulique du bassin versant de la Somme (AMEVA).
La qualité des cours d'eau peut être consultée sur un site dédié géré par les agences de l'eau et l'Agence française pour la biodiversité.

### Climat
Pour des articles plus généraux, voir Climat des Hauts-de-France et Climat de l'Aisne.
En 2010, le climat de la commune est de type climat océanique dégradé des plaines du Centre et du Nord, selon une étude du CNRS s'appuyant sur une série de données couvrant la période 1971-2000. En 2020, Météo-France publie une typologie des climats de la France métropolitaine dans laquelle la commune est exposée à un climat océanique et est dans la région climatique Nord-est du bassin Parisien, caractérisée par un ensoleillement médiocre, une pluviométrie moyenne régulièrement répartie au cours de l'année et un hiver froid (3 °C).
Pour la période 1971-2000, la température annuelle moyenne est de 10,4 °C, avec une amplitude thermique annuelle de 14,8 °C. Le cumul annuel moyen de précipitations est de 688 mm, avec 11 jours de précipitations en janvier et 8,5 jours en juillet. Pour la période 1991-2020, la température moyenne annuelle observée sur la station météorologique la plus proche, située sur la commune de Fontaine-lès-Clercs à 11 km à vol d'oiseau, est de 10,8 °C et le cumul annuel moyen de précipitations est de 683,4 mm,. Pour l'avenir, les paramètres climatiques de la commune estimés pour 2050 selon différents scénarios d'émission de gaz à effet de serre sont consultables sur un site dédié publié par Météo-France en novembre 2022.

## Urbanisme

### Typologie
Au 1er janvier 2024, Sommette-Eaucourt est catégorisée commune rurale à habitat dispersé, selon la nouvelle grille communale de densité à 7 niveaux définie par l'Insee en 2022.
Elle est située hors unité urbaine. Par ailleurs la commune fait partie de l'aire d'attraction de Ham, dont elle est une commune de la couronne,. Cette aire, qui regroupe 13 communes, est catégorisée dans les aires de moins de 50 000 habitants,.

### Occupation des sols
L'occupation des sols de la commune, telle qu'elle ressort de la base de données européenne d'occupation biophysique des sols Corine Land Cover (CLC), est marquée par l'importance des territoires agricoles (93,4 % en 2018), en augmentation par rapport à 1990 (89,6 %). La répartition détaillée en 2018 est la suivante : 
terres arables (93,4 %), forêts (4,6 %), zones industrielles ou commerciales et réseaux de communication (1,5 %), eaux continentales (0,5 %).
L'évolution de l'occupation des sols de la commune et de ses infrastructures peut être observée sur les différentes représentations cartographiques du territoire : la carte de Cassini (XVIIIe siècle), la carte d'état-major (1820-1866) et les cartes ou photos aériennes de l'IGN pour la période actuelle (1950 à aujourd'hui).

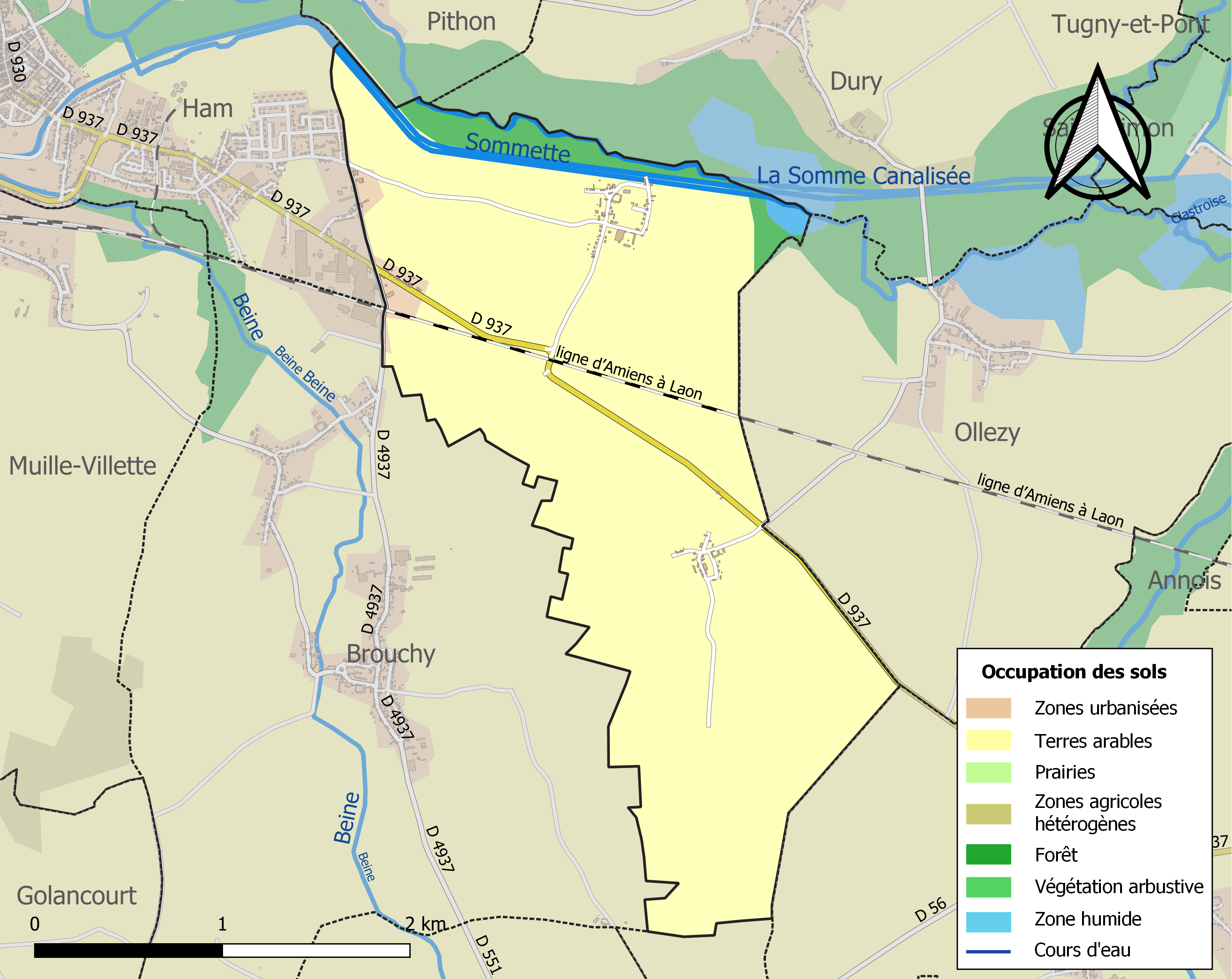
Carte de l'occupation des sols de la commune en 2018 (CLC).

## Toponymie
Le nom de la localité est attesté sous les formes Sumete (1134) ; Terra de Sumeta (1143) ; Summeta (1148) ; Souzmete (1298) ; Sommeta (1303) ; Soumete (1303) ; Somnete (1312) ; Sommecte (1486) ; Sommette-lez-Ham-en-Vermandois (1387) ; Sommettes (1666).

Le nom de la commune provient de celui de la rivière Sommette.
Éaucourt, est un ancien hameau de la commune, attesté sous les formes Yauecourt (1208) ; Aquicurtis (1233) ; In territorio de Sommete et de Aquacurte (1312) ; Yaucourt (1384) ; Iaucourt (1624).

## Histoire
Les communes de Sommette et d'Eaucourt, constituées lors de la Révolution française, ont fusionné par une ordonnance royale du 2 juin 1819, formant Sommette-Eaucourt.

## Politique et administration

La communauté d'agglomération du Saint-Quentinois dans le département de l'Aisne.

### Rattachements administratifs et électoraux
La commune se trouve dans l'arrondissement de Saint-Quentin du département de l'Aisne. Pour l'élection des députés, elle fait partie de la deuxième circonscription de l'Aisne.
Elle faisait partie depuis sa création du canton de Saint-Simon. Dans le cadre du redécoupage cantonal de 2014 en France, elle est désormais intégrée au canton de Ribemont.

### Intercommunalité
La commune faisait partie de la communauté de communes du canton de Saint-Simon (C32S), créée fin 1994.
Dans le cadre des dispositions de la loi portant nouvelle organisation territoriale de la République (Loi NOTRe) du 7 août 2015, qui prévoit que les établissements publics de coopération intercommunale (EPCI) à fiscalité propre doivent avoir un minimum de 15 000 habitants (sous réserve de certaines dérogations bénéficiant aux territoires de très faible densité), le préfet de l'Aisne a adopté un nouveau schéma départemental de coopération intercommunale par arrêté du 30 mars 2016 qui prévoit notamment la fusion de la  communauté de communes du canton de Saint-Simon et de la communauté d'agglomération de Saint-Quentin, aboutissant au regroupement de 39 communes comptant 83 287 habitants.
Cette fusion est intervenue le 1er janvier 2017, et la commune est désormais membre de la communauté d'agglomération du Saint-Quentinois.

### Liste des maires
| Période                                  | Période                   | Identité     | Étiquette | Qualité                                     |
| ---------------------------------------- | ------------------------- | ------------ | --------- | ------------------------------------------- |
| Les données manquantes sont à compléter. |                           |              |           |                                             |
| 1995                                     | En cours (au 28 mai 2020) | Paul Prevost | DVD       | Agriculteur Réélu pour le mandat 2020-2026, |

### Politique environnementale
Neuf éoliennes sont construites en 2016/2017 à Sommette-Eaucourt, Cugny, et Ollezy, le long de la RD 937.

## Démographie
L'évolution du nombre d'habitants est connue à travers les recensements de la population effectués dans la commune depuis 1793. Pour les communes de moins de 10 000 habitants, une enquête de recensement portant sur toute la population est réalisée tous les cinq ans, les populations de référence des années intermédiaires étant quant à elles estimées par interpolation ou extrapolation. Pour la commune, le premier recensement exhaustif entrant dans le cadre du nouveau dispositif a été réalisé en 2005.

En 2022, la commune comptait 177 habitants, en évolution de −7,33 % par rapport à 2016 (Aisne : −1,97 %, France hors Mayotte : +2,11 %).
| 1793 | 1800 | 1806 | 1821 | 1831 | 1836 | 1841 | 1846 | 1851 |
| ---- | ---- | ---- | ---- | ---- | ---- | ---- | ---- | ---- |
| 125  | 120  | 149  | 166  | 188  | 222  | 216  | 203  | 207  |

| 1856 | 1861 | 1866 | 1872 | 1876 | 1881 | 1886 | 1891 | 1896 |
| ---- | ---- | ---- | ---- | ---- | ---- | ---- | ---- | ---- |
| 186  | 190  | 210  | 174  | 173  | 210  | 220  | 187  | 190  |

| 1901 | 1906 | 1911 | 1921 | 1926 | 1931 | 1936 | 1946 | 1954 |
| ---- | ---- | ---- | ---- | ---- | ---- | ---- | ---- | ---- |
| 194  | 208  | 181  | 82   | 112  | 138  | 162  | 140  | 169  |

| 1962 | 1968 | 1975 | 1982 | 1990 | 1999 | 2005 | 2006 | 2010 |
| ---- | ---- | ---- | ---- | ---- | ---- | ---- | ---- | ---- |
| 188  | 172  | 173  | 139  | 150  | 157  | 140  | 139  | 158  |

| 2015 | 2020 | 2022 | - | - | - | - | - | - |
| ---- | ---- | ---- | - | - | - | - | - | - |
| 186  | 175  | 177  | - | - | - | - | - | - |

## Culture locale et patrimoine

### Lieux et monuments

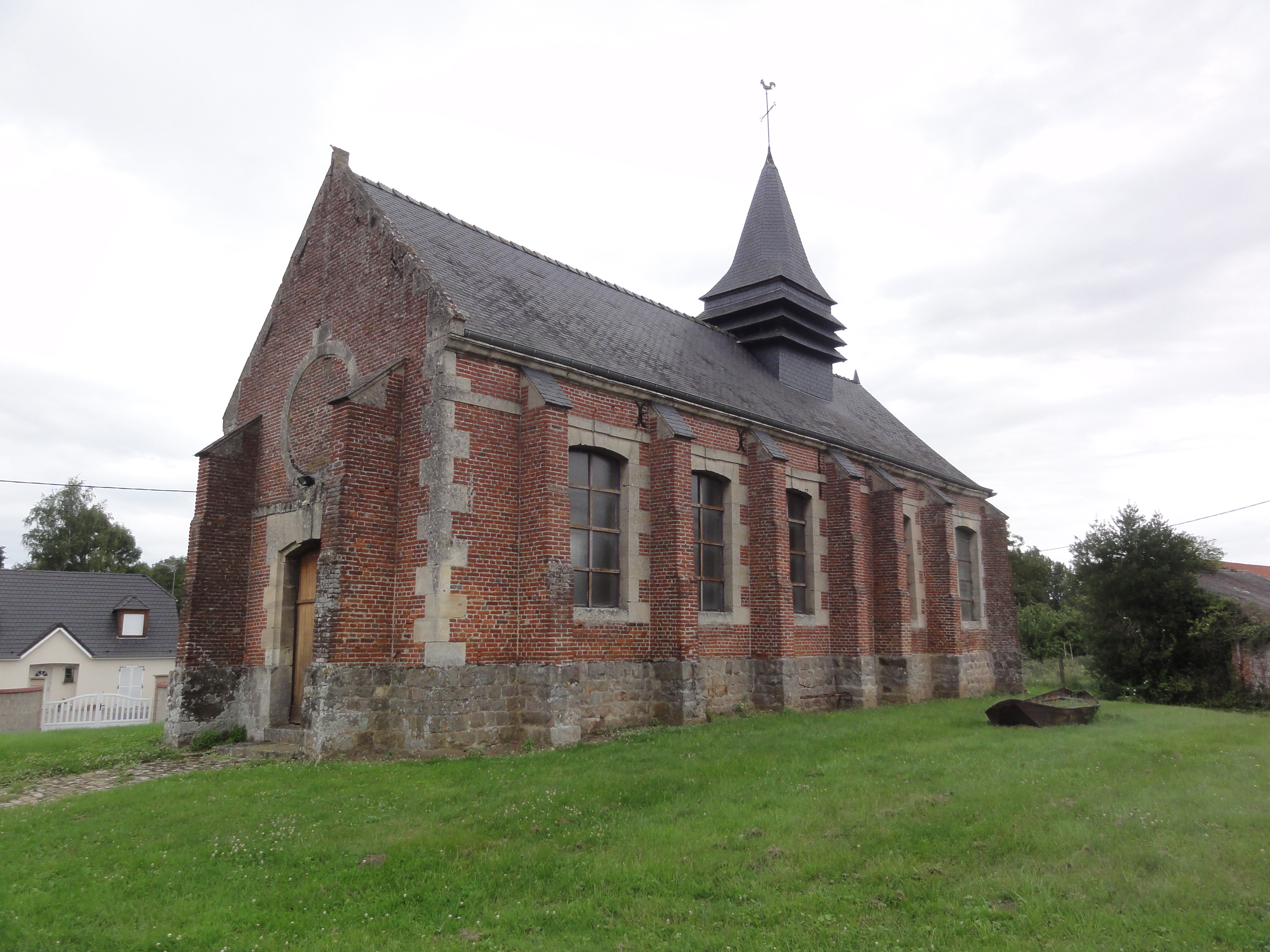
Église Saint-Brice de Sommette.
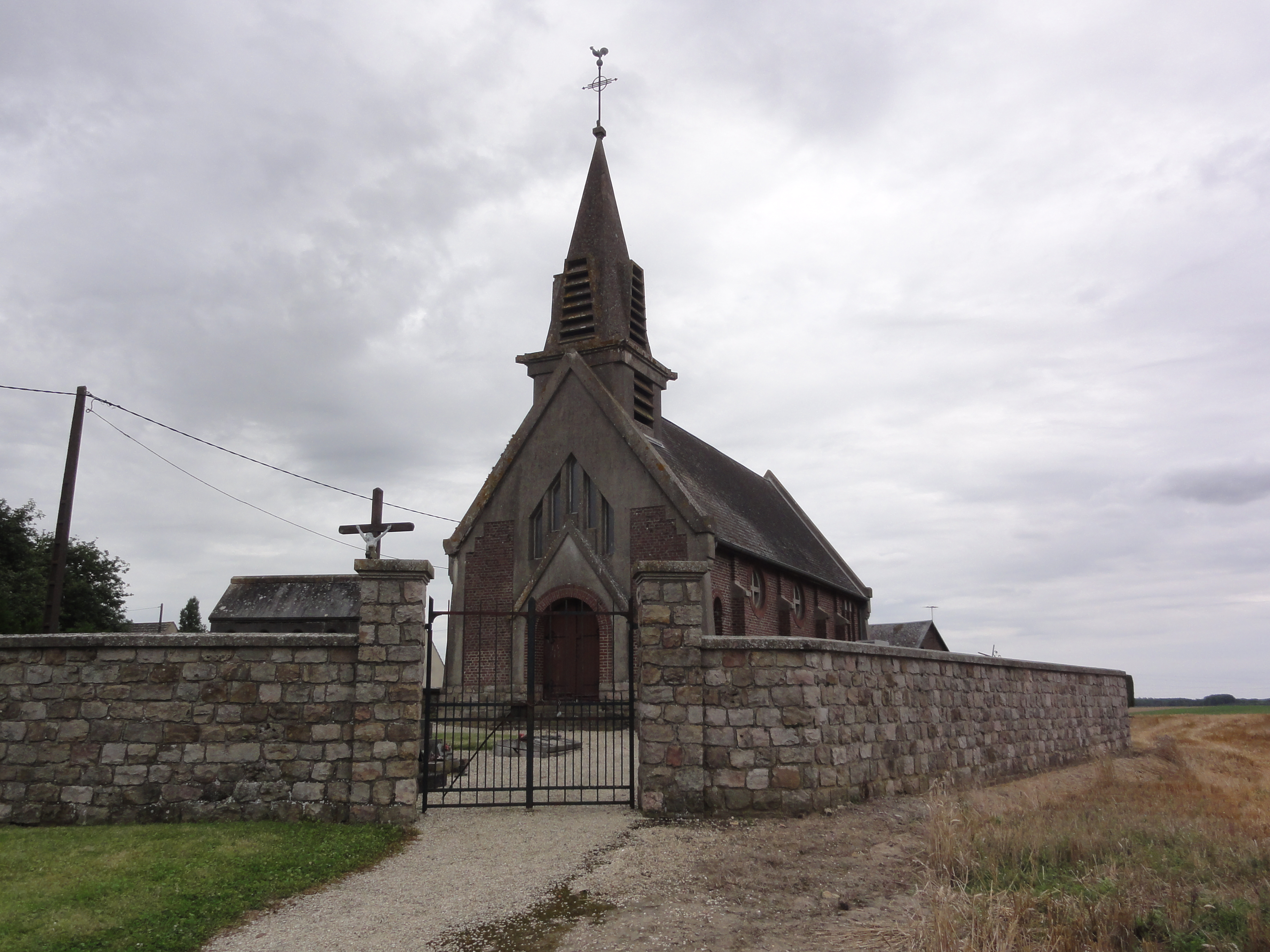
Église Saint-Martin d'Eaucourt.
- Croix de chemin.

- Église Saint-Brice de Sommette.
- Église Saint-Martin d'Eaucourt.

### Personnalités liées à la commune
- Louis Brassart-Mariage et fils, architectes de l'église (1932).